# Fernández y familia
Fernández y familia és una comèdia de televisió, produïda per Zeppelin i emesa diàriament per Telecinco el 1998.

## Argument
La sèrie narra les peripècies de Luis, un pobre diable que compagina el seu treball al capdavant d'un restaurant amb la seva activitat com a àrbitre de futbol. Comparteix la seva vida amb Lourdes, la seva estrafolària esposa, modista de Drag Queens i els seus tres fills, David, Juanma i Isabel, l'àvia Luisa i el cunyat Ismael.

## Repartiment
- José Luis Gil… Luis
- Amparo Bravo… Lourdes
- Guillermo Romero… Ismael
- Elisenda Ribas… Àvia
- Miguel Ángel Valcárcel… David
- María Serres… Isabel
- Vicente Renovell… Curro
- Rafael Castejón… Don Jaime
- Lourdes Bartolomé… Berta
- Aníbal Carbonero
- Eva Pedraza

## Equip tècnic
- Direcció:Antonio Hernández
- Realització: Antonio A. Farré, Ignacio Mercero.
- Producció: Pilar Blasco, Tony Ferrer, Esther Jiménez, José Luis Larrauri, Carlos Martín, José Velasco, Secundino F. Velasco.
- Guions: Luis Arranz, Alfredo Cernuda, Miguel del Arco, Avelino Hernández, Carlos Molinero, Rocío Sobrino.
- Muntatge: Vicente Nieto.
- Música: Jesús L Álvaro.